# Liste der Staatsoberhäupter von Armenien
Im August 1991 benannte sich die Armenische SSR in Anlehnung an die erste Republik in Republik Armenien um. Nach der Unabhängigkeitserklärung am 21. September 1991 entstand das heutige Armenien.

## Übersicht
| Name                  | Bild | Amtsbeginn        | Amtsende        | Partei/Anmerkung                                                                   |
| --------------------- | ---- | ----------------- | --------------- | ---------------------------------------------------------------------------------- |
|                       |      |                   |                 |                                                                                    |
| Republik Armenien     |      |                   |                 |                                                                                    |
| Lewon Ter-Petrosjan   |      | 11. November 1991 | 3. Februar 1998 | Armenische Allnationale Bewegung                                                   |
| Robert Kotscharjan    |      | 3. Februar 1998   | 9. April 2008   | parteilos                                                                          |
| Sersch Sargsjan       |      | 9. April 2008     | 9. April 2018   | Republikanische Partei Armeniens                                                   |
| Armen Sarkissjan      |      | 9. April 2018     | 1. Februar 2022 | parteilos                                                                          |
| Alen Simonjan         |      | 1. Februar 2022   | 13. März 2022   | Zivilvertrag, übte die Funktion des Staatspräsidenten kurzzeitig kommissarisch aus |
| Wahagn Chatschaturjan |      | 13. März 2022     | amtierend       | parteilos (bis 3. Februar 2022 HAK)                                                |